# Флаг Латвийской ССР
Флаг Латвийской ССР (латыш. Latvijas PSR karogs) — республиканский символ Латвийской ССР — одной из республик в составе СССР. Просуществовал до 1990 года, когда был восстановлен исторический флаг Латвии.

## Описание
С 25 августа 1940 года флагом Латвийской ССР было красное полотнище с сокращённым названием республики LPSR (Latvijas Padomju Sociālistiskā Republika) и изображением серпа и молота в левом верхнем углу.
Согласно статье 116 Конституции Латвийской ССР, изменённой в 1953 году, отныне флаг республики представлял собой прямоугольное полотнище, состоящее из пяти горизонтально расположенных цветных полос: верхней полосы красного цвета, составляющей две трети ширины флага, двух белых и двух синих чередующихся между собой волнистых полос, изображающих море и составляющих одну треть ширины флага. В верхнем углу красной полосы полотнища, у древка, на расстоянии одной пятой флага от древка изображены золотые серп и молот и над ними красная пятиконечная звезда, обрамлённая золотой каймой. Отношение ширины флага к его длине 1:2.
29 сентября 1988 года был принят указ Президиума Верховного совета Латвийской ССР «О культурно-исторической символике латышского народа», который признал красно-бело-красное сочетание цветов латышской национальной символикой и разрешил его использование, среди прочего, и в виде флага. 15 февраля 1990 года Верховный Совет Латвийской ССР изменил описание Государственного флага Латвийской ССР, заменив имевшийся до того флаг советского образца на исторический красно-бело-красный. Соответствующие конституционные поправки вступили в силу 28 февраля 1990 года.